# Central dos Trabalhadores e Trabalhadoras do Brasil
A Central dos Trabalhadores e Trabalhadoras do Brasil (CTB) é uma central sindical brasileira, fundada em 14 de dezembro de 2007 na cidade de Belo Horizonte, Minas Gerais, durante o primeiro Congresso Nacional da Central dos Trabalhadores do Brasil.

## Presidentes
Wagner Gomes (2007-2013) - Metroviário, foi presidente do Sindicato dos Metroviários de São Paulo de 1989 a 1995 e de 2009 a 2011. Antes de fundar a CTB, atuou na Central Única dos Trabalhadores, tendo ocupado diversas funções, inclusive a de Vice-presidente. Faleceu em 10 de agosto de 2021, aos 64 anos.
Adilson Gonçalves de Araújo (2013-2025) - Iniciou sua trajetória no movimento sindical na década de 1980, no Sindicato dos Bancários da Bahia. Trabalhador do Banco Itaú-Unibanco, assumiu diversas funções na diretoria do Sindicato. Foi Secretário de Finanças da CUT BA e ajudou a fundar a CTB. Na CTB foi presidente da Seção Estadual da Bahia por dois mandatos e em 2013 foi eleito presidente da CTB Brasil, tendo sido reeleito no IV Congresso em 2017 e no V Congresso em 2021.

## Congressos
II Congresso (São Paulo) - 24, 25 e 26 de setembro de 2009.